# Kuppelbauten der Hebriden

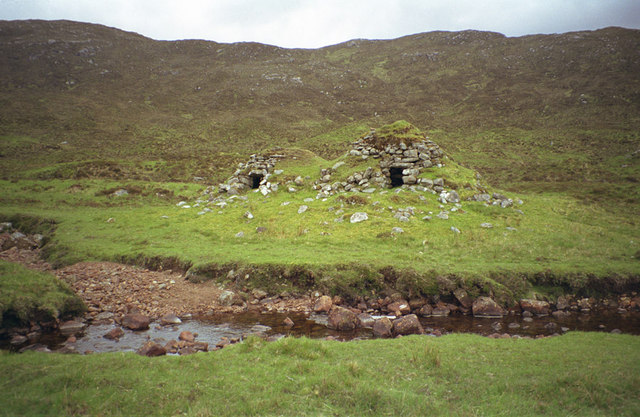
Both a' Chlair

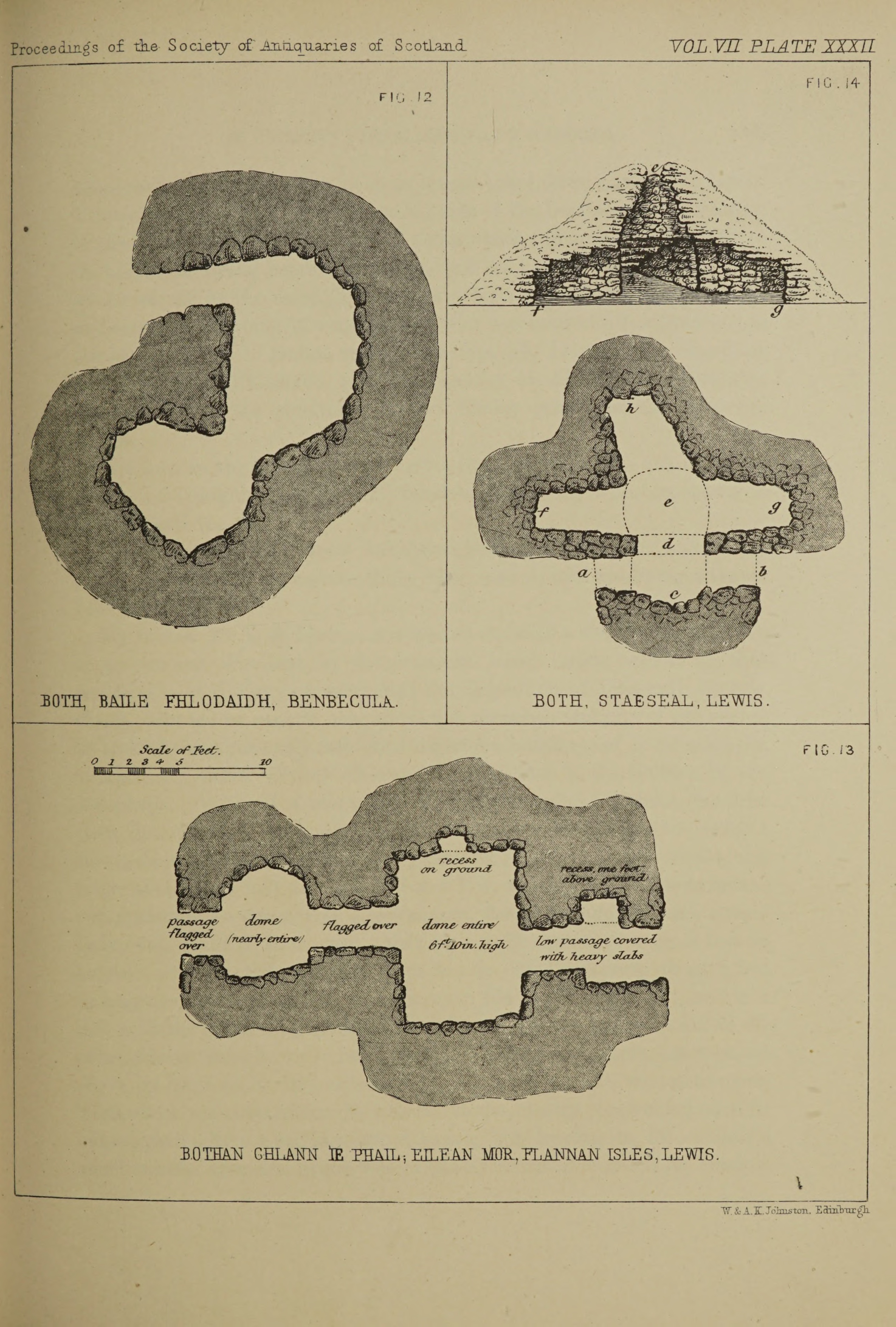

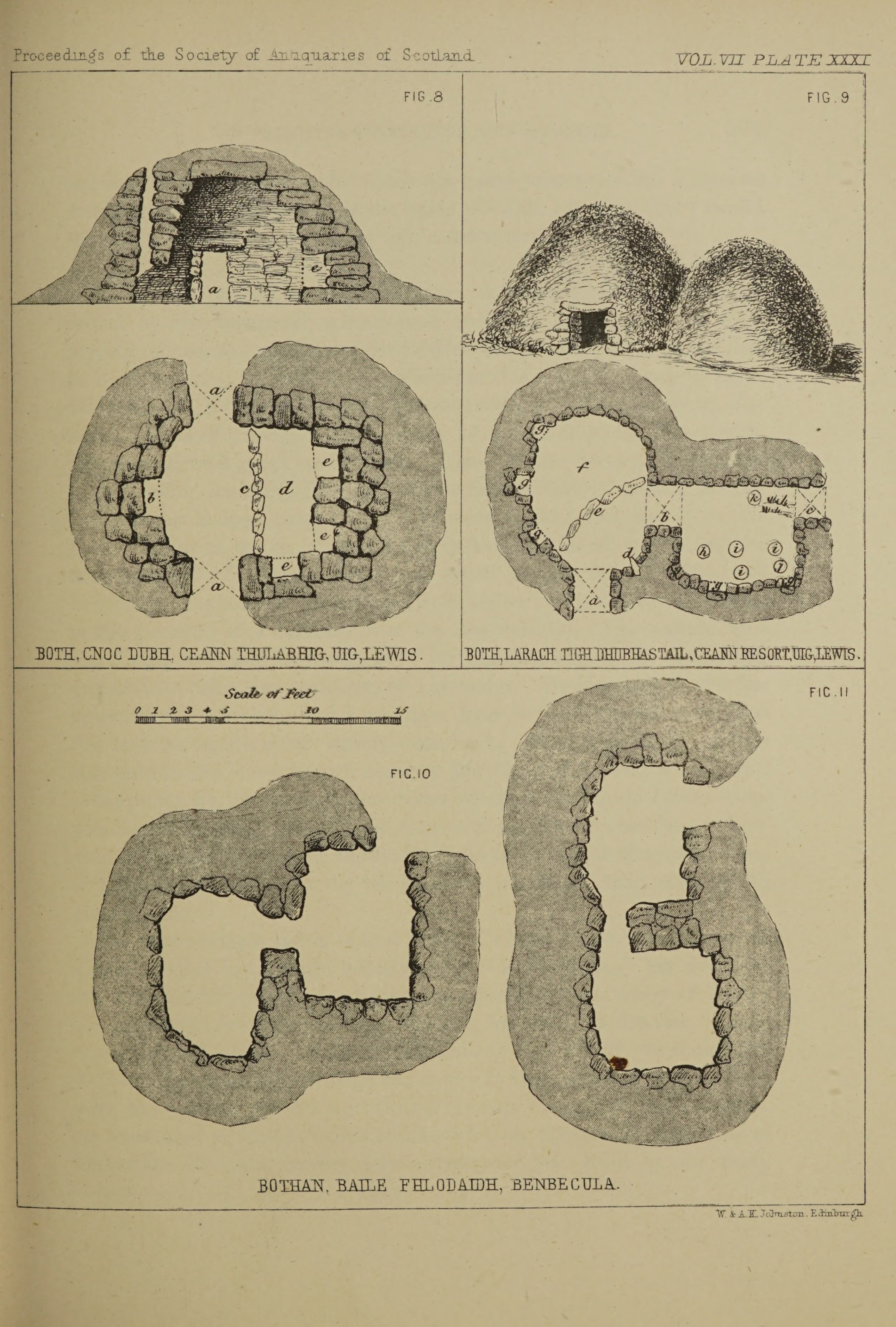

Die ruralen Kuppelbauten der Hebriden, im äußersten Nordwesten der Britischen Inseln wurden ab der Mitte des 19. Jahrhunderts beschrieben. Zuerst tauchen die Kraggewölbebauten aus Trockenmauerwerk in einer Abhandlung von Commander (später: Captain) Frederick William Thomas (1806–1866) aus dem Jahre 1858 auf. Arthur Mitchell aus Edinburgh war der erste Wissenschaftler, der über sie berichtete (1880). Der deutsche Forscher Gerhard Rohlfs stellte die Bauten der Hebriden Mitte des 20. Jahrhunderts in einen paneuropäischen Kontext.

## Beschreibung
Die rechts oben abgebildete Doppelhütte vom Typ „beehive-hut“ auf der Insel Lewis besteht aus zwei aneinander gebauten Steinhütten (lokal „Bothan“ genannt), die durch einen kurzen Gang verbunden sind. Sie sind innen nur etwa mannshoch. Der Verbindungsgang ist so niedrig, dass man nur kriechend in die andere Kammer gelangt. Der Steinbau ist von außen nur an den Eingängen erkennbar, da er mit Torf abgedeckt ist. Die eine Kammer hat eine mehr oder weniger runde Form von etwa 1,8 m Durchmesser. In ihr befindet sich hinter einer Reihe von Steinblöcken (b), ein etwas erhöhter Bereich. In die Mauer sind drei Nischen (a1 – a3) eingelassen. Im vorderen Teil, dicht am Eingang ist die Feuerstelle (c). Die andere Kammer hat rechteckige Form (1,80 × 2,70 m) und keinerlei Möblierung.
Eine andere Innengliederung zeigt die rechts unten abgebildete Hütte auf der gleichen Insel. Auch dieser Bau ist von außen kaum erkennbar, da er mit Torf abgedeckt ist. Im Innern ist der Kuppelbau so eingeteilt, dass von seinem Zentrum (a) drei nischenartige Räume (b1 – b3) ausgehen. Vor dem Eingang zur Hütte befindet sich ein Steinwall (c), der vermutlich als Windschutz dient, denn in dem dadurch gebildeten Gang (d) befand sich eine Feuerstelle (d)
Es gibt auch Kombinationen von mehr als zwei Gewölben. Das dritte Beispiel zeigt eine Verbindung von drei Steinkammern auf der Hebrideninsel South Uist. Der zum Teil eingestürzte Komplex wurde in seinem linken Teil rekonstruiert. Vom links liegenden Eingang gelangt man in eine ovale Kammer von 2,10 × 4,2 m. In ihre Wände sind zwei (im Plan nicht dargestellte) Nischen eingebaut. Von der ovalen Kammer führt ein unterirdischer abfallender Gang, in einem leichten Bogen nach etwa 5 m in eine längliche, mittig etwas eingeschnürte, am Ende gerundete Kammer, die etwa 2,00 m hoch ist und 3,00 × 1,50 m misst. An der Seite gelangt man in eine kleine kreisrunde Nebenkammer, die eine Höhe und einen Durchmesser von 1,50 m hat. Gegenüber dem Niveau der Eingangskammer liegt die zweite Kammer etwa 0,90 m, die Nebenkammer etwa 1,20 m tiefer.
Komplexere Formen zeigt ein aus 12 aneinander gefügten Kuppelbauten bestehender Bau in Aird Mhor (Uig, Isle of Lewis). Sein Durchmesser beträgt 13,80 m. Die Türöffnungen sind 75 cm hoch. Nur zwei der Kammern hatten im Jahre 1858 noch eine Kuppel mit einer Innenhöhe von 1,95 m.
Zur Entstehung der Steinbauten gibt es unterschiedliche Theorien (Airigh A’ Sguir). Im 19. Jahrhundert war man geneigt, sie auf älteste Zeiten zurückzuführen und sie mit der neolithischen Periode in Verbindung zu bringen.